# Kazy
Le kazy ou kazi (kazakh : қазы ; kirghize : казы ; tatar, qazılıq ; bashkir, Ҡаҙылыҡ, ķaźılıķ) est un plat de saucisse traditionnel chez les Kazakhs, Tatars, Kirghizes et plusieurs peuples d'Asie Centrale, en particulier ceux d'origine turque. C'est un composant habituel du dastarkhān.

## Préparation
Le plat est préparé avec des côtes de cheval. Ces dernières sont pendues cinq à sept heures pour en purger le sang. Elles sont ensuite salées, assaisonnées avec de l'ail et du poivre et enveloppées dans un tissu pendant deux ou trois heures.
Les intestins du cheval sont soigneusement lavés et conservés dans de l'eau salée pendant une à deux heures. Ils sont ensuite remplis avec la préparation et les deux extrémités sont fermées.
Le kazy peut ensuite être fumé ou mis à sécher au soleil et au vent pendant une semaine. Le fumage est effectué dans une épaisse fumée de 50 à 60° pendant douze à dix-huit heures.
Avant d'être servi, le kazy est cuit dans de l'eau bouillante pendant deux heures puis découpé en rondelles d'un centimètre d'épaisseur. Il est servi avec des oignons et des légumes de saison.